# Storax-familien
Storax-familien (Styracaceae) er udbredt i varmtempererede til tropiske egne. Arterne har stjernehår eller uldbehåring. Bladene er spiralstillede, indskårne og kortstilkede. Blomsterne er mere eller mindre sammenvoksede til klokkeform. Her nævnes kun de to slægter, som er repræsenterede ved arter, der ses jævnligt i Danmark.
| Slægter |

- Sneklokketræ (Halesia)
- Storaks (Styrax)